# Środowisko gniazdowania zagrożonych dziennych ptaków drapieżnych
Środowisko gniazdowania zagrożonych dziennych ptaków drapieżnych (bułg. Гнездово находище на застрашени дневни грабливи птици, nazywane także Kowan kaja) – pomnik przyrody w Bułgarii, nieopodal Madżarowa.
Powstał 8 stycznia 1981 roku na mocy ustawy Ministra Środowiska i Gospodarki Wodnej w celu zachowania naturalnego siedliska dziennych ptaków drapieżnych, sępa płowego i ścierwnika. Pomnik ten zajmuje 0,789 km². Regularnie monitoruje się populację sępów.
Miejsce to położone jest 3 km na wschód od Madżarowa, na powierzchni Gornego pola, nad prawym brzegiem Ardy. Znajduje się na obszernej części krateru wulkanicznego, gdzie płynąca Arda tworzy liczne meandry. W niższych partiach skały przebiega droga lokalna Madżarowo – Borisławci.
Sporadycznie przelatują tu sępy kasztanowate, które w Bułgarii od 1993 roku nie gniazdują, ale migrują tu z greckiej części Rodop. Ponadto gniazdują tu bociany czarne, mniejsze ptaki, jak kowaliki skalne, modraki śródziemnomorskie, a także znajdują się tu chronione żółwie greckie i żółwie śródziemnomorskie.